# Чипс
Чипс (енгл. Chips) је назив за кромпир који је исечен на танке листиће и затим испржен.

## Историја
Рецепт за ову грицкалицу осмислио је британац Вилијам Кичнер у његовој књизи The Cook's Oracle која је објављена 1817. године. Рецепт је наследио и мало изменио амерички кувар Џорџ Крам 1853. године, који је радио у веома скупом ресторану „Мун лејк лоџу“ у Саратога Спрингсу у држави Њујорк. Мотив кувара је био инат према презахтевној муштерији Корнелијусу Вандербилту који је иначе био градитељ железница, јер није био задовољан припремљеним помфритом. Зато је Крам исекао веома танке листиће кромпира и када их је испржио, били су сувише тврди да би се јели виљушком. Међутим, Вандербилт је био одушевљен овако припремљеним кромпиром, па је чипс постао специјалитет куће. Крам је наставио да припрема чипс и када је касније отворио властити ресторан. Производ је патентирало предузеће из Калифорније „Скадерс“ 1920. и отпочело масовну производњу чипса који се сада продавао у кесама које су га одржавале свежим.Данас чипс се производи у масовним количинама. Међутим у новије време се у ову грицкалицу додају разне хемијске супстанце ради бољег и јачег укуса. Као што су Мононатријум глутаминат који је изузетно опасан. Такође се додају прехрамбени адитиви Е220 који могу знатно да угрозе живот изазивајући рак и поремећај желуца код човека.